# Fuente el Saz de Jarama
Fuente el Saz de Jarama és un municipi de la Comunitat de Madrid. Limita amb els municipis d'Algete, Valdeolmos-Alalpardo i Cobeña.